# Макротифула
Макротифула (Macrotyphula) — рід грибів родини Typhulaceae. Назва вперше опублікована 1972 року.

## Поширення та середовище існування
В Україні зростають їстівний гриб 4 категорії рогатик дудчастий (Macrotyphula fistulosa) та рогатик комишовий (Macrotyphula juncea).

## Гелерея

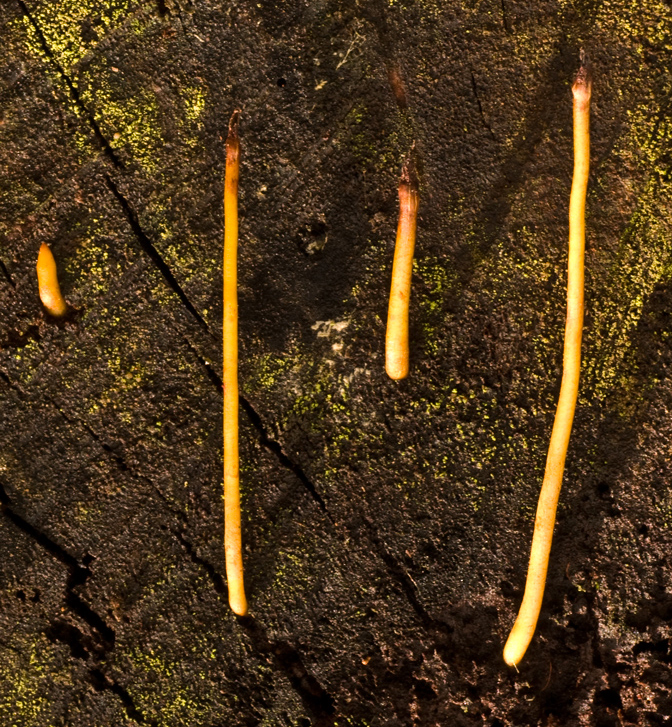
Macrotyphula fistulosa
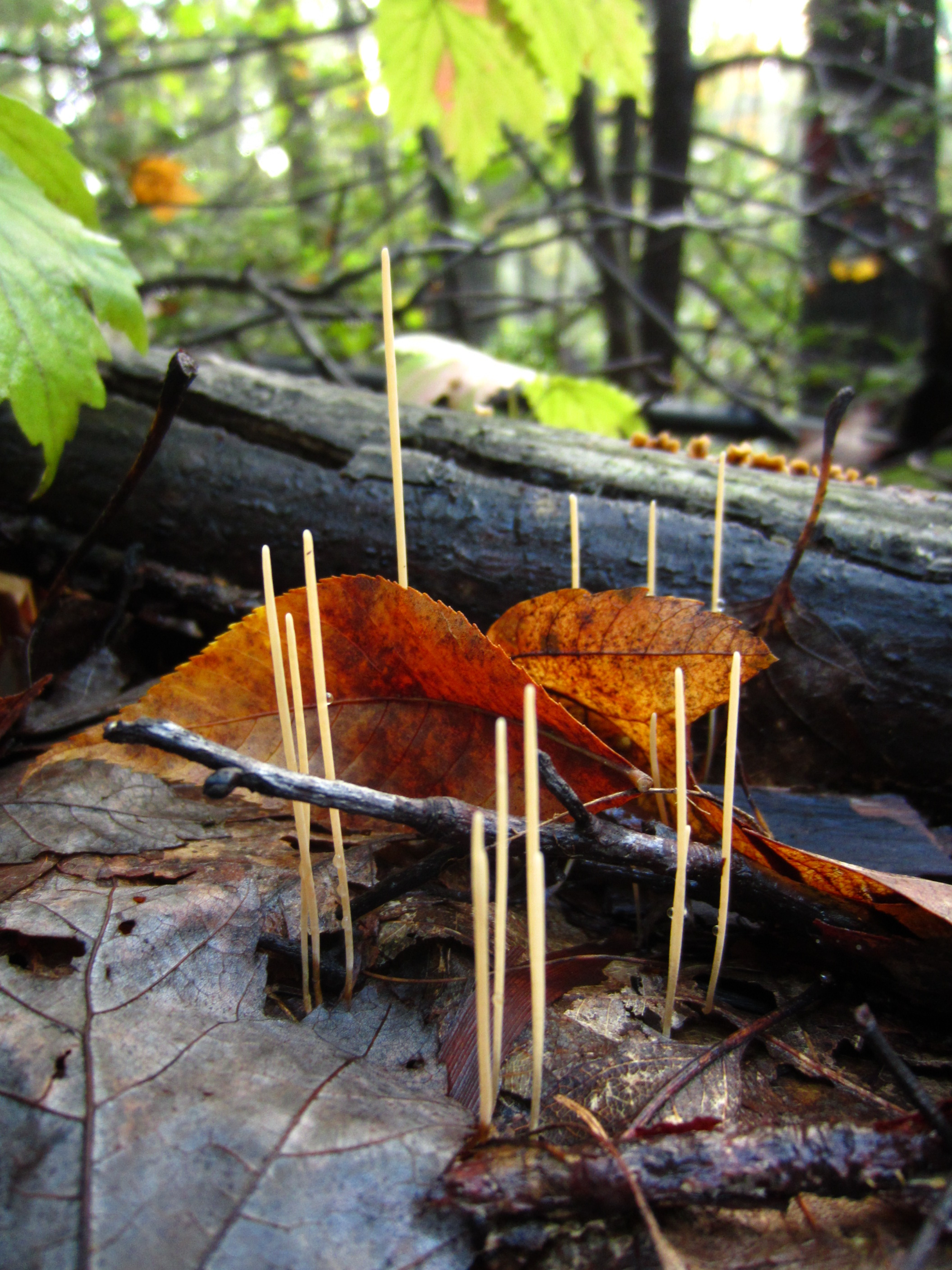
Macrotyphula juncea